# Teoría cuántica de campos en espacio-tiempo curvo
La teoría cuántica de campos en espacio-tiempo curvo es una extensión de la teoría cuántica de campos estándar en la que se contempla la posibilidad de que el espacio-tiempo por el cual se propaga el campo no sea necesariamente plano (descrito por la métrica de Minkowski). Una predicción genérica de esta teoría es que pueden generarse partículas debido a campos gravitacionales dependientes del tiempo, o a la presencia de horizontes.
La teoría cuántica de campos en espacio-tiempo curvo puede considerarse como una primera aproximación de gravedad cuántica. El paso siguiente consiste en una gravedad semiclásica, en la que se tendrían en cuenta las correcciones cuánticas, debidas a la presencia de materia, sobre el espacio-tiempo.

## Panorama general
La teoría cuántica de campos ordinaria, que constituye la base del modelo estándar, está formulada sobre un espacio-tiempo de Minkowski plano. Si bien dicha formulación es una excelente aproximación cuando se trata de describir el comportamiento de las partículas microscópicas en campos gravitatorios débiles, como los que se encuentran en la Tierra. Para describir situaciones en las que la gravedad es lo suficientemente fuerte como para influir en la materia (cuántica), pero no lo suficientemente fuerte como para requerir la cuantificación en sí misma, los físicos han formulado teorías cuánticas de campo en el espaciotiempo curvo. Estas teorías se basan en la teoría de la relatividad general para describir un espaciotiempo curvo de fondo, y definen una teoría cuántica de campos generalizada para describir el comportamiento de la materia cuántica dentro de ese espaciotiempo.
Cuando la constante cosmológica no es cero, como parece suceder en nuestro universo, los campos cuánticos no admiten una interpretación asintótica consistente en forma de partículas. Sólo en ciertas situaciones, como en los espacios-tiempo asintóticamente planos (cero cosmológica curvatura), se puede recuperar la noción de partícula entrante y saliente, lo que permite definir una Matriz S. Incluso entonces, como en el espaciotiempo plano, la interpretación de la partícula asintótica depende del observador, es decir, diferentes observadores pueden medir diferentes números de partículas asintóticas en un espaciotiempo dado.
Otra observación es que, a menos que el tensor métrico de fondo tenga un vector de Killing temporal globalmente definido, no hay forma de definir canónicamente un vacío cuántico o estado fundamental. El concepto de vacío no es invariante bajo difeomorfismos. Esto se debe a que la descomposición de un campo en modos de frecuencia positiva y negativa no es invariante bajo difeomorfismos. Si t′(t) es un difeomorfismo, en general, la transformada de Fourier de exp[ikt′(t)] contendrá frecuencias negativas incluso si k > 0. Los operadores de creación corresponden a frecuencias positivas, mientras que operadores de aniquilación corresponden a frecuencias negativas. Por ello, un estado que parece un vacío para un observador no puede parecer un estado de vacío para otro observador; incluso podría aparecer como un baño térmico bajo hipótesis adecuadas.
Desde finales de los años 80, se ha implementado el enfoque de la teoría cuántica de campos locales debido a Rudolf Haag y Daniel Kastler para incluir una versión algebraica de la teoría cuántica de campos en el espaciotiempo curvo. En efecto, el punto de vista de la física cuántica local es adecuado para generalizar el procedimiento de renormalización a la teoría de campos cuánticos desarrollada en fondos curvos. Se han obtenido varios resultados rigurosos sobre la QFT en presencia de un agujero negro. En particular, el enfoque algebraico permite tratar los problemas mencionados anteriormente que surgen de la ausencia de un estado de vacío de referencia preferido, la ausencia de una noción natural de partícula y la aparición de representaciones unitariamente no equivalentes del álgebra de observables.

## Formalismo
Gracias al principio de equivalencia, el método de cuantización es muy similar al utilizado en espacio-tiempo plano. En el caso más simple de un campo escalar, postulamos un operador {\displaystyle \displaystyle \phi (x)} que verifica la ecuación de Klein-Gordon:

{\displaystyle \left(\square +{\frac {m^{2}c^{2}}{\hbar ^{2}}}\right)\phi (x)=0}

Dado un conjunto completo de soluciones clásicas de esta ecuación {\displaystyle \{u_{n}\}}, el operador campo puede expresarse como 

{\displaystyle \phi (x)=\sum _{n}\left(u_{n}(x)a_{n}+u_{n}(x)^{*}a_{n}^{\dagger }\right)}

donde {\displaystyle \displaystyle a_{n}} y {\displaystyle a_{n}^{\dagger }} son operadores de creación y destrucción, que actúan sobre un vacío {\displaystyle |0\rangle } y tienen relaciones de conmutación canónicas

{\displaystyle [a_{m},a_{n}]=\delta _{mn}\,}

Esta separación en modos {\displaystyle \scriptstyle \{u_{n}\}} es arbitraria, por lo que sin un criterio adicional, la noción de partícula es arbitraria también. En ciertos casos, como espacio-tiempos asíntoticamente planos puede recuperarse el concepto de partícula como estado asíntotico; pero aun así es un concepto relativo, y distintos observadores medirán distinta cantidad de partículas en el mismo estado cuántico.

## Predicciones
La aplicación más interesante de esta teoría es la predicción de Hawking de que un agujero negro radiaría con un espectro térmico. Un hecho relacionado es el llamado efecto Unruh: observadores acelerados en el espacio-tiempo plano detectan un baño térmico de partículas aunque el estado cuántico sea el vacío.
Este formalismo es usado también para predecir el espectro de perturbaciones de la densidad primordial originada por inflación. Puesto que este espectro es medido a través de diversos fenómenos cosmológicos -como el CMB- si inflación se confirma esta predicción de la teoría en particular se vería confirmada.

## Aproximación a la gravedad cuántica
La teoría cuántica de campos (TQC) en espacios-tiempo curvos es un paso intermedio hacia la gravedad cuántica. Se cree que la TQC formulada sobre un espaciotiempo curvo sea una aproximación viable a una teoría de gravedad cuántica, para el caso de en que la curvatura del espacio-tiempo no sea comparable al inverso de la longitud de Planck. Sin embargo, el hecho de que la verdadera teoría de la gravedad cuántica siga siendo desconocida significa que también se desconocen los criterios precisos para saber cuándo la TQC en el espaciotiempo curvo es una buena aproximación.: 1 
La gravedad no es renormalizable en la TQC ordinaria, por lo que la mera formulación de la TQC en un espaciotiempo curvo, constituye de por sí una teoría completa y consistente de la gravedad cuántica.